# Graphyllium panduratum
Graphyllium panduratum är en svampart som beskrevs av Checa, Shoemaker & Umaña 2007. Graphyllium panduratum ingår i släktet Graphyllium och familjen Hysteriaceae.   Inga underarter finns listade i Catalogue of Life.